# NGC 621
NGC 621 (другие обозначения — UGC 1147, MCG 6-4-45, ZWG 521.55, 4ZW 54, PGC 5984) — линзообразная галактика (SB0) в созвездии Треугольник. Открыта Эдуаром Жан-Мари Стефаном в 1883 году. Описание Дрейера: «очень тусклый, очень маленький объект круглой формы, более яркий в середине и в ядре».
Этот объект входит в число перечисленных в оригинальной редакции «Нового общего каталога».